# Baiazid I
Baiazid I sau Yıldırım Bayezid (limba turcă otomană: بایزید بن مراد, Bāyezīd bin Murād; n. 8 martie 1354, Edirne, Imperiul Otoman – d. 8 martie 1403, Akşehir, Provincia Konya, Turcia) numit în arabă یلدرم‎, Bayezıt, poreclit Yıldırım, „fulgerul“ din cauza personaliții puternice, dar și datorită victoriilor și rapidității de mișcare, a fost sultan al Imperiului Otoman din 1389 până în 1402. El a fost fiul sultanului Murad I (1326-1389) și al lui Gülçiçek Hatun, care era la origine grecoaică.

## Biografie

### Venirea la putere
A ajuns la tron după asasinarea tatălui său, Murad I și imediat a ordonat ca fratele său mai mic, Yakub, să fie omorât pentru a preveni astfel o lovitură de stat. Baiazid I a fost primul sultan otoman care, conform resurselor documentare occidentale, este numit împărat.
În semn de răzbunare pentru asasinarea lui Murad I în Bătălia de la Kosovo Polje, Baiazid, devenit sultan, a masacrat toți prizonierii sârbi. Totuși, a reușit să obțină un tratat de pace cu conducătorul sârb Ștefan Bulcovic, dând Serbiei o autonomie considerabilă.

### Asedierea Constantinopolului și campaniile din Balcani
În 1391 a asediat Constantinopolul, capitala Imperiului Roman de Răsărit. La cererea împăratului bizantin Ioan al V-lea Paleologul, o nouă cruciadă a fost organizată pentru a-l înfrânge pe Baiazid.
Ofensiva lui Baiazid în spațiul balcanic este urmată de bătălia de la Rovine din 1395 (după alte surse: 1394).
Oastea otomană nu reușește să cucerească Țara Românească, fiind învinsă de Mircea cel Bătrân.
În 1396 o alianță creștină sub conducerea regelui Sigismund de Luxemburg, cu participarea Ducatului Burgundiei și Țării Românești, a fost înfrântă în Bătălia de la Nicopole. Asediul asupra Constantinopolului a durat până în 1401. Împăratul bizantin a reușit să scape din oraș, dar salvarea Imperiului Bizantin a venit ca urmare a declarației de război mongole împotriva lui Baiazid. Visul lui Baiazid de a cuceri capitala Imperiului Roman va trebui să-l aștepte pe strănepotul acestuia, Mehmed al II-lea.

### Războiul împotriva lui Timur
În 1400 războinicul mongol Timur Lenk (Timur cel șchiop) a reușit să convingă regatele locale, ce fuseseră cucerite de turci, să i se alăture în atacul împotriva lui Baiazid. În Bătălia de la Ankara, pe 20 iulie 1402, Baiazid a fost capturat de Timur și a murit în captivitate. Există unele surse ale timpului care pretind că acesta ar fi fost ținut în lanțuri într-o cușcă drept trofeu. De asemenea, există multe povești ale captivității, inclusiv una care descrie cum Timur îl folosea ca scaun pentru picioare. Cu toate acestea, se crede că toate aceste mărturii sunt false, deoarece scriitorii de la curtea lui Timur au afirmat că Baiazid a fost tratat bine și că Timur i-a jelit moartea. De asemenea, propria istorie a lui Timur cu alți conducători a demonstrat că s-a ținut de cuvânt când mai târziu a afirmat că a încercat să-l reînscăuneze pe Baiazid pe tronul Imperiului Otoman. Un an mai târziu Baiazid a murit, unele surse afirmând că s-ar fi sinucis.

## Familia
Mama sa era Gülçiçek Hatun, care era de descendență etnică greacă.

### Consoarte
Baiazid avea șapte consoarte.
- Sultan Hatun (c. 1381), fiica domnitorului Süleyman Șah Çelebi din Germiyanide și Mutahhare Abide Hatun;[6][7]
- Devlet Hatun, mama lui Mehmed I;
- Fülane Hatun (m. 1389), fiica lui Tekfur din Constantinopol;[7]
- Despina Hatun (m. 1389), fiica printului Lazăr al Serbiei și a prințesei Miliza;[8][7]
- Hafsa Hatun (m. 1390), fiica printului Fahreddin Isa Bey al Aydinilor;[8]
- Maria Hatun (m. 1394), fiica lui Louis Fadrique, contele de Salona și Helena Asanina Kantakouzene.[9]

### Fii
- Șehzade Ertuğrul Çelebi; (1378 - 1400);
- Șehzade Süleyman Çelebi (1377-1411), co-sultan al Rumeliei;
- Șehzade İsa Çelebi (1380-1406), guvernatorul Anatoliei;
- Șehzade Mehmed Çelebi (1382-1421), guvernator al Anatoliei și mai târziu sultanul Mehmed I (1413-1421), cu Devlet Hatun;
- Șehzade Musa Çelebi (1388-1413), sultanul Rumeliei (1410-1413)
- Șehzade Mustafa Çelebi (1393–1422);
- Șehzade Yusuf Çelebi - fiu, schimbat la creștinism, și-a schimbat numele în Demetrios;[10]
- Șehzade Kasım Çelebi - fiu, trimis ca ostatic la Constantinopol împreună cu sora sa, Fatma Hatun;

### Fiice
- Hundi Hatun - fiica, căsătorită cu Damat Seyyid Șemseddin Mehmed Buhari, Emir Sultan;
- Erhondu Hatun - fiica, căsătorită cu Damat Yakup Bey fiul lui Pars Bey;
- Fatma Hatun - fiica, căsătorită cu o Sanjak Bey;
- Oruz Hatun, care avea o fiică pe nume Ayșe Hatun;
- O fiică, căsătorită cu Abu Bakar Mirza, fiul lui Jalal ud-din Miran Șah, fiul lui Timur